# Drosophila bunnanda
Drosophila bunnanda är en tvåvingeart som beskrevs av Schiffer och Mcevey 2006. Drosophila bunnanda ingår i släktet Drosophila och familjen daggflugor.
Artens utbredningsområde är Australien.